# 元老院広場 (サンクトペテルブルク)
座標: 北緯59度56分10秒 東経30度18分11秒 / 北緯59.936度 東経30.303度

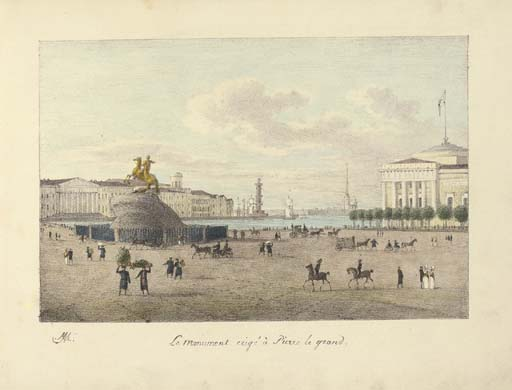
19世紀の元老院広場（アンドレイ・マルティノフの絵画）

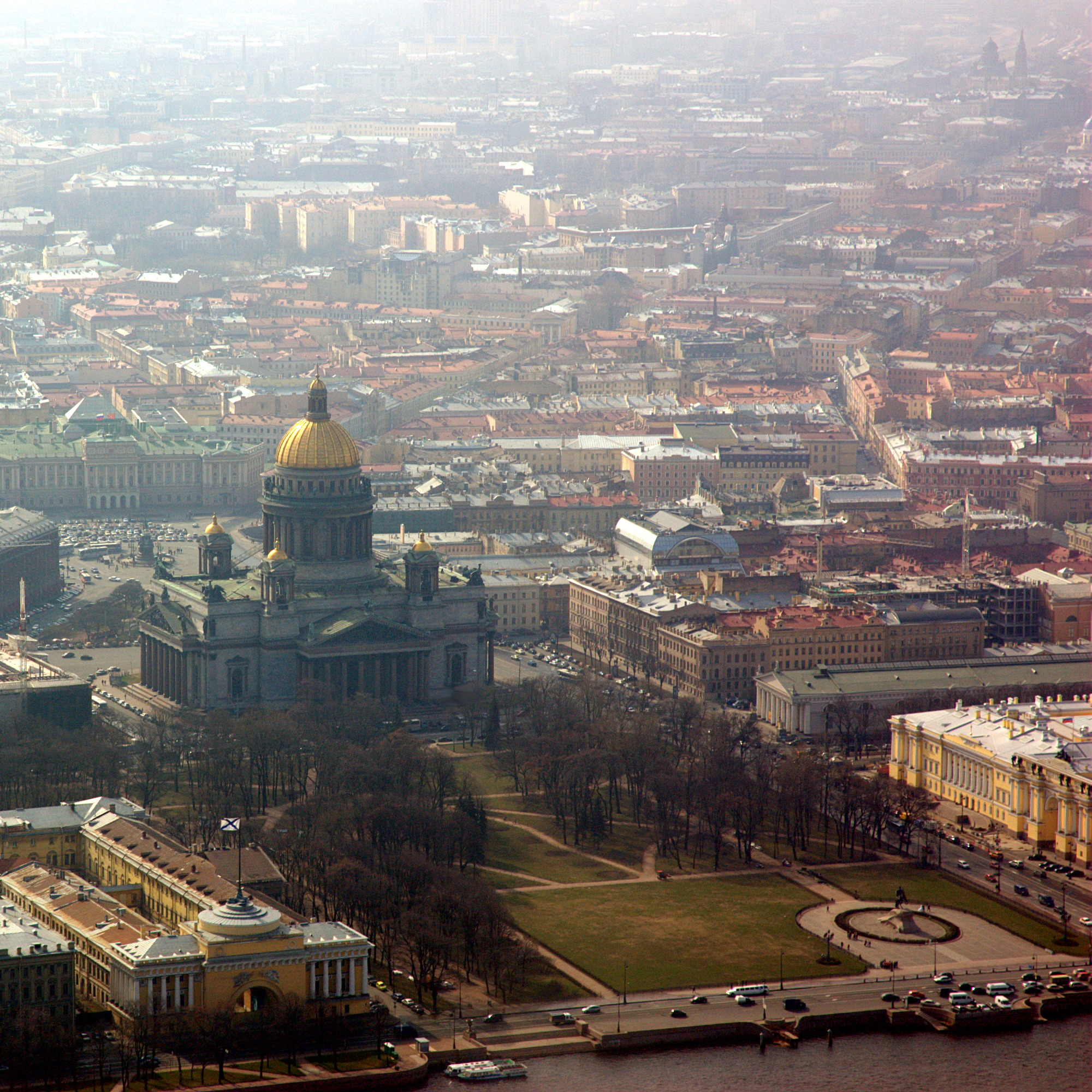
聖イサーク大聖堂と元老院広場

元老院広場 (ロシア語: Сенатская площадь)は、ロシア・サンクトペテルブルクにある広場である。

## 概要
ネヴァ川の左岸に位置し、正面には聖イサーク大聖堂が面している。
広場の名称はソビエト時代の1925年、1825年のデカブリストの乱を記念してデカブリスト広場（Площадь Декабристов）と改称され、2008年7月29日に帝政ロシア時代の元老院広場（Сенатская площадь）の名称が復活した。なお、帝政ロシア時代はピョートル広場（Петровская площадь）とも呼ばれていた。
広場の東側は旧海軍省に面し、西側は元老院議事堂（現在はロシア憲法裁判所が入居）に面している。広場の中心部にはピョートル大帝の銅像がある。